# Цитоархитектоническое поле Бродмана 22
Поле Бродмана 22 — одно из определенных Бродманом цитоархитектонических участков головного мозга, которое участвует в обработке слуховых импульсов.

## У человека

### Функции
На левой стороне головного мозга поле Бродмана 22 помогает с генерацией и пониманием отдельных слов. На правой стороне мозга поле Бродмана 22 помогает различать высоту звука и его интенсивность, что необходимо для восприятия мелодий и ритма. Исследователи считают, что эта часть мозга активизируется при обработке речи.

### Расположение и границы
Этот район также известен как верхневисочное поле 22, относящееся к подразделению цитоархитектонически определенной височной области коры головного мозга. У человека он примерно соответствует латеральной и каудальной третям верхней височной извилины.
Поле рострально ограничено полем Бродмана 38, медиально — полями Бродмана 41 и 42, вентрокаудально — полем Бродмана 21, дорзокаудально — полем Бродмана 40 и полем Бродмана 39.
В задней части поля Бродмана 22 находится зона Вернике.

## Рисунки

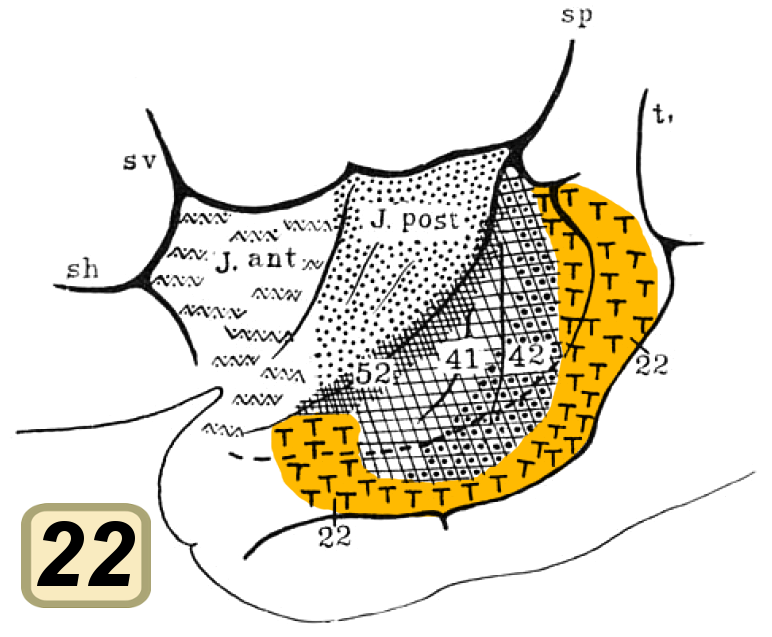
Внутри и снаружи латеральной борозды. Поле Бродмана 22 показано желтым.